# Александру-Іоан-Куза (Ясси)
Александру-Іоан-Куза, Александру І. Куза (рум. Alexandru Ioan Cuza) — село у повіті Ясси в Румунії. Входить до складу комуни Александру-Іоан-Куза.
Село розташоване на відстані 305 км на північ від Бухареста, 55 км на захід від Ясс.

## Населення
За даними перепису населення 2002 року у селі проживали 750 осіб, усі — румуни. Усі жителі села рідною мовою назвали румунську.